# Lelese
Lelese (en hongrois : Lelesz, en allemand : Lelsdorf) est une commune du Județ de Hunedoara en Transylvanie, (Roumanie).